# Krystyna Kamińska
Krystyna Kamińska z domu Grzybowska (ur. 25 lipca 1946 w Bytowie, zm. 6 września 2010 w Toruniu) – polska prawnik specjalizująca się w historii administracji i historii powszechnej państwa i prawa.
Córka Stefana i Marty. W 1964 roku ukończyła liceum ogólnokształcące w Bytowie. Studia prawnicze ukończyła na Wydziale Prawa i Administracji Uniwersytetu Mikołaja Kopernika w Toruniu w 1969 roku. W tym samym roku została zatrudniona na tej uczelni. Stopień doktora nauk prawnych uzyskała w 1977 roku, tematem rozprawy doktorskiej było Sądownictwo miasta Torunia do połowy XVII wieku na tle ustroju sądów niektórych miast Niemiec i Polski, a promotorem Zbigniew Zdrójkowski. Stopień doktora habilitowanego w zakresie historii prawa uzyskała w 1990 na podstawie rozprawy Lokacje miast na prawie magdeburskim na ziemiach polskich do 1370 roku. W 1991 roku mianowana na stanowisko profesora UMK.
W latach 1990–1996 pełniła funkcję prodziekan Wydziału Prawa i Administracji UMK. Kierowała Katedrą Powszechnej Historii Państwa i Prawa UMK. Była członkiem Towarzystwa Naukowego w Toruniu oraz sekretarzem jego IV Wydziału.
Przedmiotem jej zainteresowań badawczych była historia prawa miejskiego magdeburskiego i chełmińskiego oraz historia ustroju sądów.

## Wybrane publikacje
Monografie:
- Sądownictwo miasta Torunia do połowy XVII wieku na tle ustroju sądów niektórych miast Niemiec i Polski (1980, ISBN 83-01-02694-4)
- Lokacje miast na prawie magdeburskim na ziemiach polskich do 1370 roku. Studium historycznoprawne (1990, ISBN 83-231-0217-1)

Współautorka podręczników:
- Wybrane zagadnienia z historii powszechnej i Polski (1992, ISBN 83-85149-05-8)
- Historia i współczesność (1994, wyd. II – 1999, ISBN 83-85149-17-1)
- Powszechna historia ustroju państwa (1994)
  - Państwo antyczne (ISBN 83-85709-51-7)
  - Państwo feudalne (ISBN 83-85709-37-1)
  - Państwo niewolnicze (ISBN 83-85149-36-8)